# John Yarmuth
John Allan Yarmuth (Louisville, 4 novembre 1947) è un politico statunitense, membro della Camera dei Rappresentanti per lo stato del Kentucky dal 2007 al 2023.

## Biografia
Yarmuth nacque a Louisville, Kentucky, figlio di Edna E. Klein e Stanley R. Yarmuth. Discende da immigrati ebrei provenienti dalla Russia e dall'Austria. Si è diplomato alla Atherton High School. In seguito si è laureato a Yale in studi americani e ha frequentato il Georgetown University Law Center.
Lavorò per il senatore repubblicano degli Stati Uniti Marlow Cook dal 1971 al 1975, poi tornò a Louisville entrando nel settore dell'editoria e fondando due giornali locali di stampo liberale, il Louisville Today e il Louisville Eccentric Observer. Il primo chiuse nel 1982, il secondo è sempre in attività, sebbene Yarmuth lo abbia venduto nel 2003.
Nel 2006 Yarmuth si candidò al Congresso con il Partito Democratico, sfidando la deputata repubblicana in carica da dieci anni Anne Northup. La competizione fu molto combattuta e alla fine Yarmuth sconfisse la Northup con il 51% dei voti.
In occasione delle elezioni successive, nel 2008, Yarmuth dovette affrontare la Northup per la seconda volta e anche in questo caso riuscì a prevalere, ottenendo un margine di scarto ancor più ampio del precedente.
Nel 2010 Yarmuth venne riconfermato per un terzo mandato, superando l'avversario di dieci punti percentuali. Si ritirò alla fine del 117º Congresso, dopo sedici anni di permanenza.

## Viya privata
John Yarmuth è sposato con Cathy e ha un figlio, Aaron.